# Psammastra murrayi
Psammastra murrayi är en svampdjursart som beskrevs av William Johnson Sollas 1886. Psammastra murrayi ingår i släktet Psammastra och familjen Ancorinidae. Inga underarter finns listade i Catalogue of Life.